# Domácí práce (album)
Domácí práce (2009) je druhé sólové album Martina Evžena Kyšperského. Je sestaveno ze skladeb nahraných v letech 2004–2007 s různými lidmi v rámci improvizací a domácího nahrávání.

## Seznam skladeb
1. Lístek
Bohdan Karásek – klávesy, Martin Kyšperský – kytara
2. Ve čtvrtek nebo v úterý
Dorothea Kellerová – housle, Tomáš Doležal – klarinet a nůžky, Martin Kyšperský – kytara a dřevo
3. To já vodím tvoji sůl
Krystýna Šenkyříková – zpěv, Dorota Barová – violoncello, Martin Kyšperský – kytary, foukací harmonika, perkuse, zpěv
4. Někdo se pohnul v pleteném křesle
Aleš Pilgr – klávesy a perkuse, Martin Kyšperský – elektrická kytara, klávesy
5. Kluk zrzavé oko
Marta Svobodová – mluvené slovo, Tomáš Doležal – klarinet, flétna a perkuse, Martin Kyšperský – kytara, kontrabas a perkuse
6. Případ s připálenou pánvičkou
Jiří Starý – didgeridoo, Tomáš Doležal – klarinet, Martin Kyšperský – kontrabas
7. Amakvaré
Linda Butschková – zpěv, kytara, zvonkohra a perkuse, Martin Kyšperský – kytara, zvonkohra a perkuse
8. Lístek zpátky
Bohdan Karásek – klávesy, Martin Kyšperský – kytara
9. Mraky přeskupeny (Clouds remake)
František Šnejdar – zpěv, Aleš Pilgr – bicí, Martin Kyšperský – kytara, klávesy, baskytara, zvonkohra, sprej, shaker
10. Černé jídlo
Tomáš Doležal – midi controler, Martin Kyšperský – baskytary, talíř a příbor
11. Dám ti všechno své
Jiří Starý – didgeridoo, Marta Svobodová – zpěv, Martin Kyšperský – zpěv, kontrabas, balalajka a klávesová foukací harmonika
12. Rýži
Jiří Starý – didgeridoo a palička, Magda Uhlířová – příčná flétna, Martin Kyšperský – kontrabas a kytara
13. Helpa
Martin Kyšperský – zpěv, kytara, mandolína a kontrabas
14. Neony a jestli mě chceš takovou
Magda Uhlířová – příčná flétna, Martin Kyšperský – kytary, baskytara a klávesy
15. V břiše je kolo a hlodavec
Marta Svobodová – zvuk břicha, Bohdan Karásek – klávesy, Martin Kyšperský – elektrická kytara
16. Tajný život popelnic, nebe popelnic
Kristýna Šenkyříková – zpěv, Bohdan Karásek – klávesy a perkuse, Martin Kyšperský – kytara a kontrabas
17. Western Ufo
Petr Hegyi – klávesy, Tomáš Doležal – klarinet a foukací harmonika, Martin Kyšperský – kytara, buben a hi-hatka
18. Večerníček
Bohdan Karásek – klávesy, Magda Uhlířová – příčná flétna, Martin Kyšperský – kytara
19. Dobrodružství mobilních zvířat – Delfín psycholog
Dorota Barová – hlas a violoncello, Martin Kyšperský – hlas, citera, kytara, polykání, luskání a smyčka
20. Už praská dračí vejce
Dorota Barová – violoncello, Tomáš Doležal – klarinet a saxofon, Martin Kyšperský – kytara, hlas a klíče
21. Snil jsem o tobě (Disko)
Aleš Pilgr – sólo na zvonkohru, Petr Hegyi – taneční podklad, Martin Kyšperský – kytara, klávesy, kontrabas a zpěv
22. Moje sladká léta v armádě
Bohdan Karásek – klávesy, Martin Kyšperský – baskytara, kytara, mandolína, kazoo a hlas
23. Dobře si prohlédni svůj byt
Aleš Pilgr – zvonkohra, Martin Kyšperský – kytara, kontrabas, klávesy a zvuky nahrané v domě
24. Dobrodružství mobilních zvířat – Pes na pohřbu svého pána
Dorota Barová – violoncello, Ondřej Kyas – elektrické varhany a mandolína, Martin Kyšperský – kontrabas, ohlašovatel příchozích, tyč, zásuvka s příborem a nářek starce